# 東榮鋼鐵集團
東榮鋼鐵集團有限公司，簡稱東榮鋼鐵集團，以及東榮鋼鐵（英語：TUNG WING STEEL HOLDINGS LIMITED，港交所除牌時0697.HK），在1985年於香港建立，其後在1988年被聯合東榮有限公司進行收購，之後在1991年4月30日曾於香港交易所主板上市。

## 历史
當時經營鋼鐵製造及貿易、航運、發電及其他管理服務業務。1992年，首鋼集團夥拍長江實業（經改組後現時長江和記實業有限公司），分別收購本公司的51%及21%股權，使東榮鋼鐵成為首鋼集團的子公司。1993年7月15日起，東榮鋼鐵改稱首長國際。

## 連結
- 首長國際企業有限公司 （页面存档备份，存于）